# Patio de los Silos

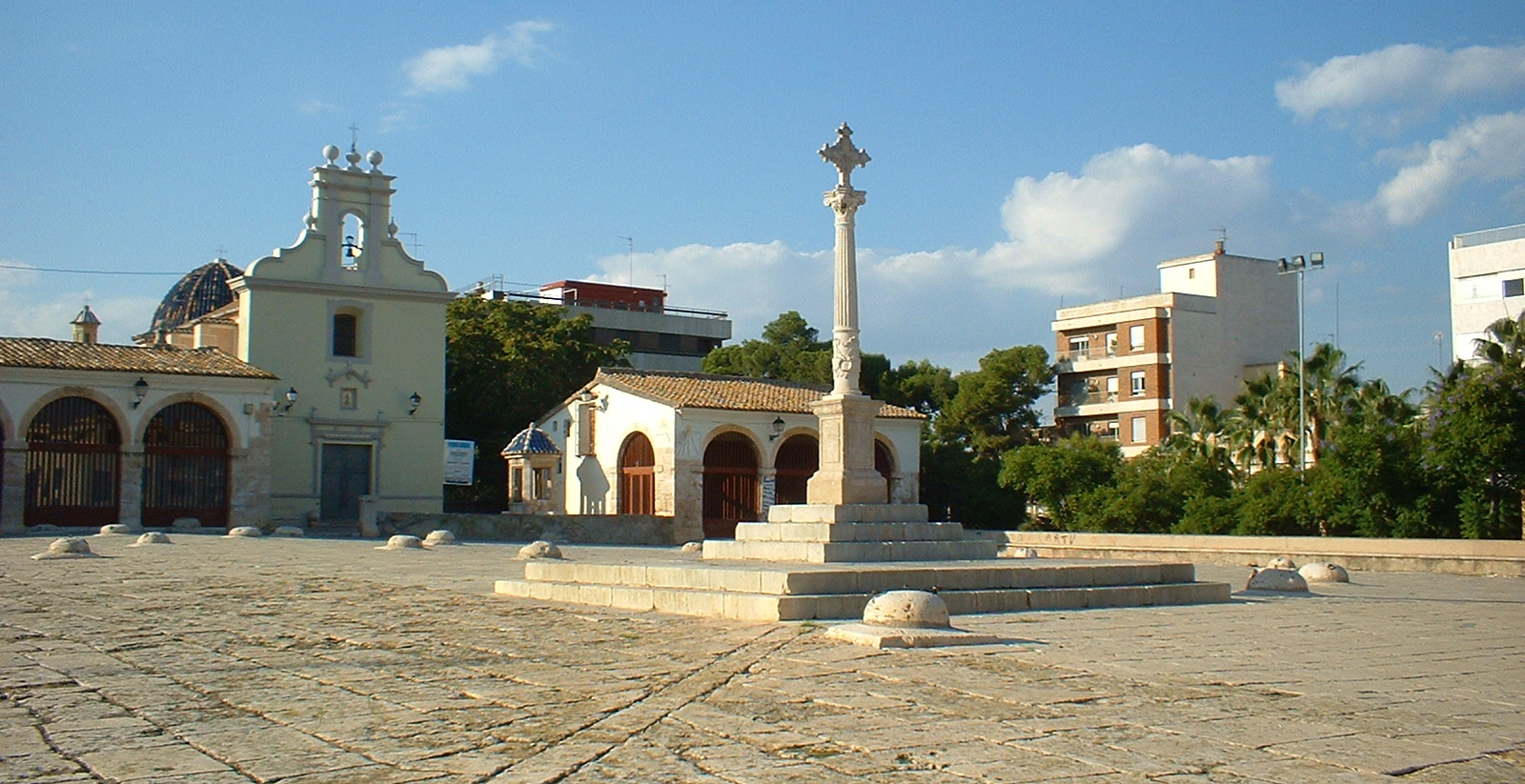
Vista del Patio de los Silos con la cruz plateresca en su centro.

El Patio de los Silos (en valenciano Pati de les Siges), también conocido como Patio de San Roque (Pati de Sant Roc) o simplemente como Los Silos, es un monumento constituido por un conjunto de depósitos destinados a almacenar trigo para el consumo de los habitantes de la ciudad de Valencia y poblaciones de alrededor. Está situado en la localidad valenciana de Burjasot (Huerta Norte). 

## Historia de los Silos

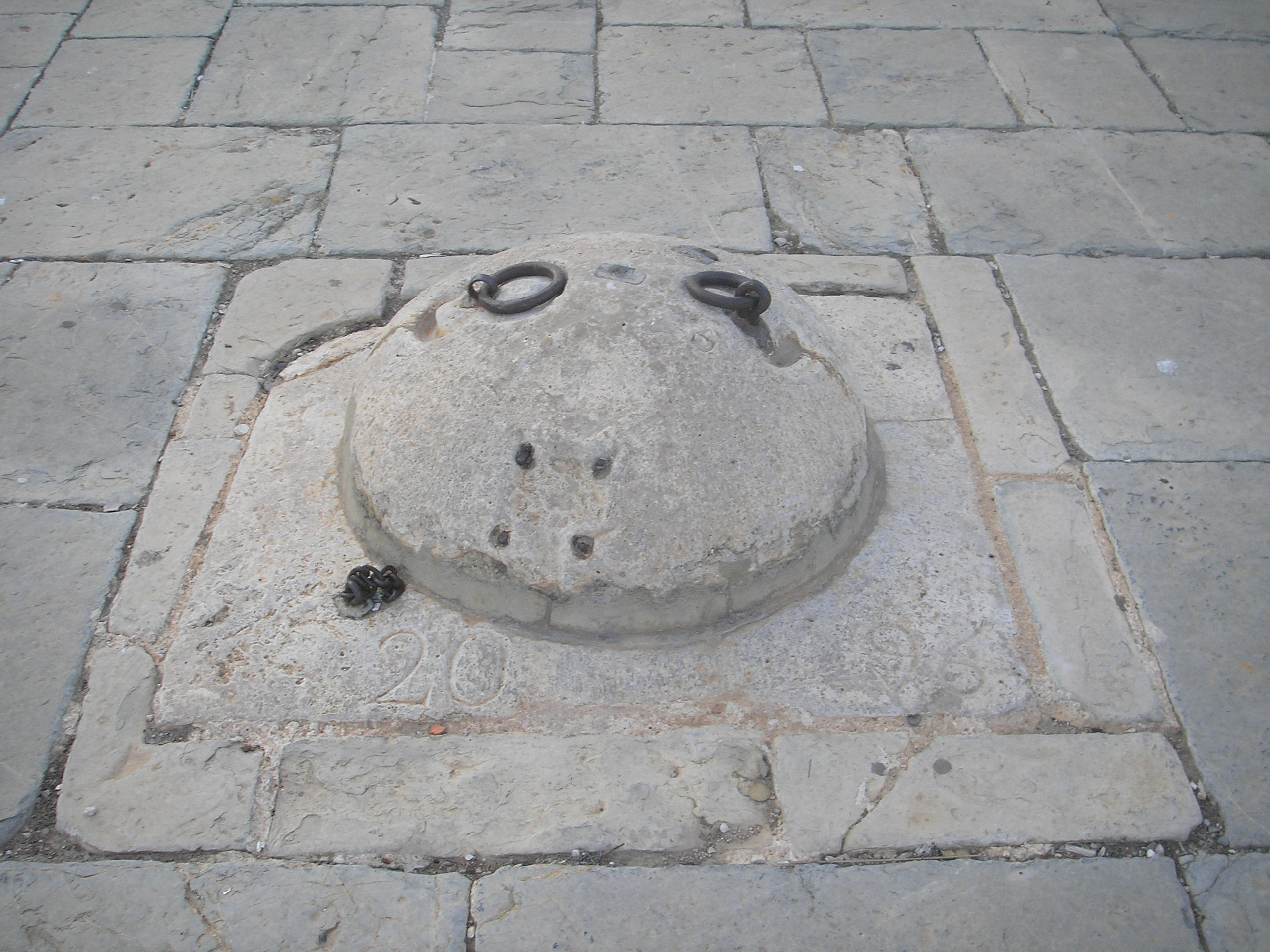
Tapa de un Silo.

Durante el siglo XVI la ciudad de Valencia sufrió diversos problemas de desabastecimiento de trigo debido a que el Reino de Valencia era deficitario en este producto y debía comprarlo al Reino de Castilla y al Reino de Aragón, los cuales, a su vez, eran deficitarios algunos años debido a las malas cosechas. La alternativa fue potenciar la importación de trigo siciliano por vía marítima, pero las grandes cantidades de trigo que llegaban a la playa de El Grao no podían ser almacenadas en las tradicionales botigas, o almacenes, debido a sus malas condiciones de almacenaje. Para evitar dichos problemas, el gobierno de la ciudad (el Consell) decidió construir de manera experimental en 1573 tres silos, encargados al cantero Sancho de Camino, para almacenar el cereal y así disponer de una reserva en caso de necesidad, al mismo tiempo que permitía adquirir trigo al mejor precio en origen.
El emplazamiento elegido fue un pequeño montículo calizo cercano a la localidad de Burjasot. Esta decisión no fue al azar, ya que el material del que estaba compuesto dicho montículo, además de la altitud ligeramente más elevada respecto a la capital, le confería unas características más apropiadas para mantener en excelentes condiciones el trigo durante largos periodos de tiempo.
Como el experimento fue satisfactorio, al año siguiente se decidió la construcción de varios silos más. La cantidad de depósitos fue aumentando hasta el año 1806, cuando bajo reinado de Carlos IV se inauguró oficialmente la edificación, después de haberla dotado de almacenes en superficie, pozo, terraza enlosada, cruz de término y muro de protección rematado con pretiles. Llegaron a existir cuarenta y siete silos, aunque actualmente solo se conservan cuarenta y uno. En 1931 se abandonó su primitiva función, y desde entonces han pasado a ser la principal seña de identidad de la ciudad de Burjassot. En la actualidad, debido al crecimiento de la ciudad, el Patio de los Silos forma parte del centro neurálgico, junto al Ayuntamiento y la plaza de Emilio Castelar.

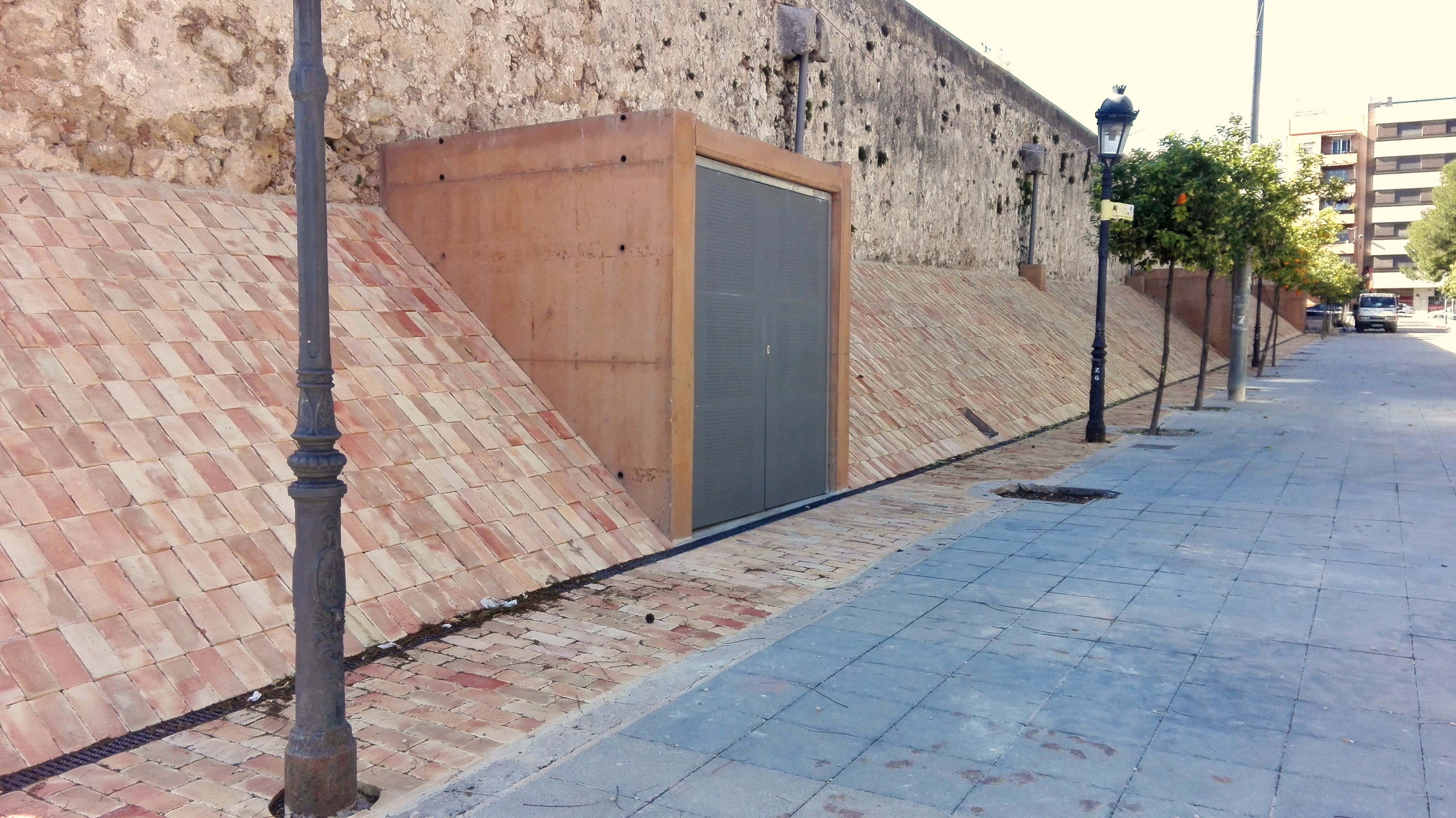
Refuerzo del muro de los Silos tras las lluvias de 2018.

En septiembre del año 2018, tras una fuerte lluvia, cae una parte del muro principal

## Estructura y estilo

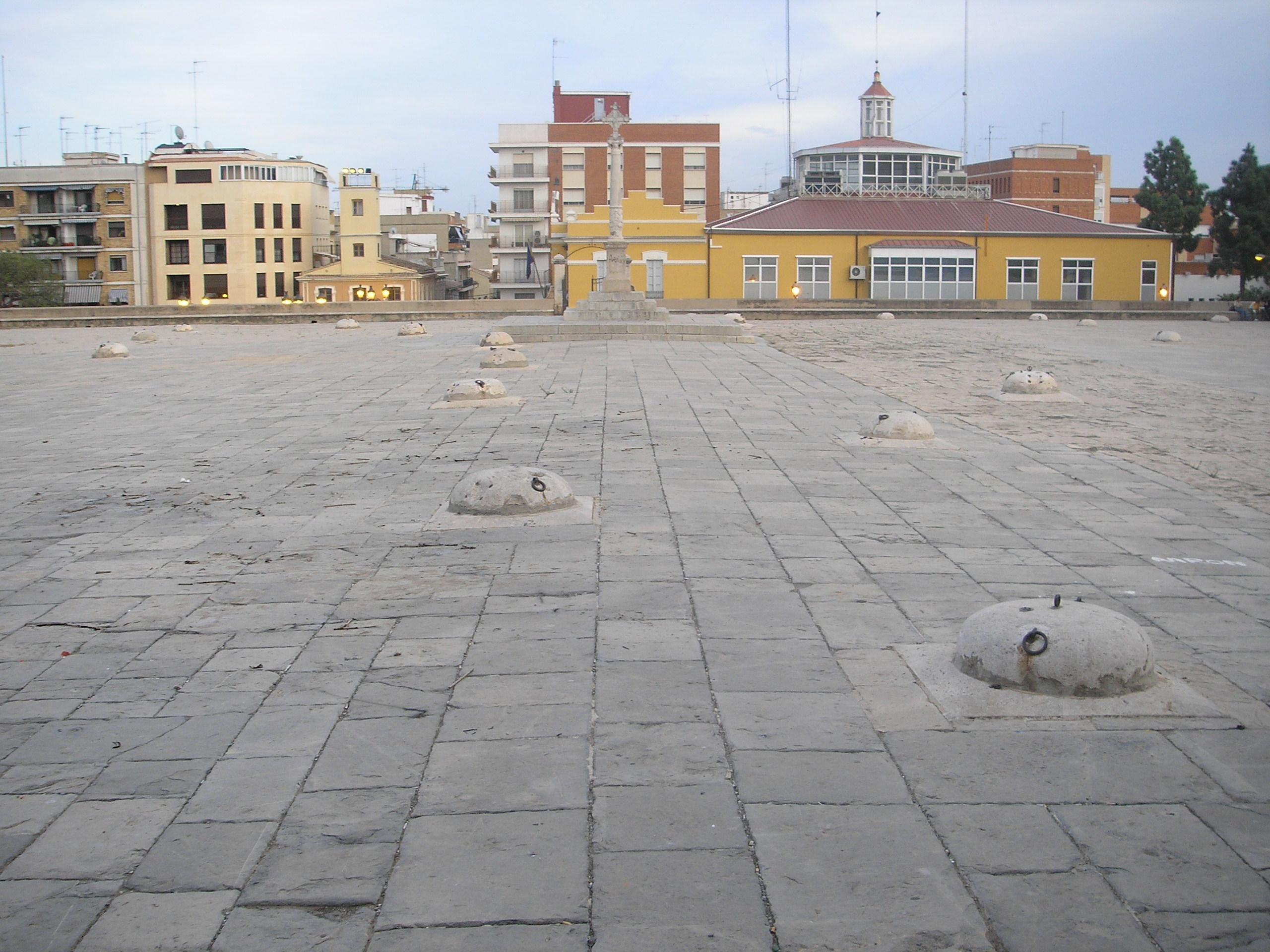
Vista del Patio de los Silos con la cruz plateresca en su centro.

La parte más visible del monumento la componen las tapaderas semiesféricas de piedra de los Silos (denominadas vulgarmente piló en valenciano). Estas están dispuestas de manera irregular a lo largo de un patio enlosado de perímetro trapezoidal de unos setenta y cinco metros de lado. Las bocas de los silos tienen un diámetro interior de unos sesenta centímetros. Cada tapa tiene grabados en la piedra dos cifras. Una de ellas indica el número de silo y la otra la capacidad en cahíces siendo esta variable desde ciento cincuenta hasta mil doscientos setenta y ocho cahíces.
En el centro del conjunto se sitúa una cruz renacentista situada sobre una columna, y ésta, a su vez, sobre un pedestal. Junto al Patio de los Silos se encuentra la ermita de San Roque y de la Virgen de la Cabeza (patrones de la localidad) coetánea a la construcción de los primeros Silos, un pozo del año 1795 y varios almacenes auxiliares denominados originalmente botigas, aunque conocidos popularmente como embarronats, debido a los barrotes de hierro (originalmente de madera) que cierran sus porches.

## Curiosidades
- Si bien los Silos se encuentran en el término municipal de Burjasot, son propiedad del Ayuntamiento de Valencia, que cedió el uso al Ayuntamiento de Burjasot el 7 de febrero de 1975.
- Fueron declarados Monumento Histórico-Artístico Nacional en 1982.
- Dos libros se han editado sobre el monumento: BLANES ANDRÉS, ROBERTO, Los Silos de Burjassot, Burjasot/Valencia, 1987-1992 y EXPÓSITO NAVARRO, LUIS MANUEL, Los Silos de Burjassot: el granero de Valencia, Burjasot, 2005.
- El patio de los Silos aparece en la película Tin tin y el secreto de las naranjas azules, producción francesa del año 1964 dirigida por Philippe Condroyer y protagonizada por Jean-Pierre Talbot.